# Guyenne

Wappen der Guyenne und Aquitaniens

Der Begriff Guyenne verweist heute oft auf das erbliche Herzogtum der englischen Krone, das aus dem Vertrag von Brétigny (1360) stammt.

Die Guyenne (früher auch Guienne, okzitanisch Guiana) war im Mittelalter ein Herzogtum und ein Teil des modernen Aquitanien. „Guyenne“ ist eine sprachliche Abwandlung des römischen Aquitania. Es machte das Kerngebiet des englischen Besitzes in Frankreich aus, Umfang und Ausdehnung änderte sich im Mittelalter daher öfter.
Die frühneuzeitliche französische Provinz ist nicht mit dem modernen Aquitanien bzw. der Region Nouvelle-Aquitaine deckungsgleich, sondern umfasste auch heute zu Okzitanien gezählte Gebiete östlich davon. Nach heutigen Begriffen zählten dazu die Départements Gironde (größtenteils), Dordogne, Lot, Lot-et-Garonne (größtenteils), Aveyron sowie Tarn-et-Garonne (teilweise).

## Geschichte
Durch die Hochzeit Eleonores von Aquitanien mit Heinrich Plantagenet (18. Mai 1152)
kamen die Guyenne und angrenzende Gebiete zum Angevinischen Reich, welches auch die späteren Besitzungen der englischen Krone in Frankreich bezeichnet. Nach den großen Gebietsverlusten der Engländer im Norden Frankreichs gegen Ende des Hundertjährigen Kriegs (1337–1453) blieb schließlich kurz vor dessen Ende nur noch das Bordelais und das Agenais als deren Besitz übrig.
Mit dem Ende des  Hundertjährigen Kriegs (1453) wurde das Gebiet der Guyenne als Provinz in das Königreich Frankreich eingegliedert.
Im 18. Jahrhundert bildete die Guyenne gemeinsam mit der Gascogne ein Gouvernement, das aber in Grafschaften und Vizegrafschaften zerfiel, die teilweise ihre eigenen Ständeversammlungen hatten.
Während der Französischen Revolution wurde die Provinz durch die Schaffung der Départements schließlich aufgelöst.